# Summer Games II
Summer Games II è un videogioco sportivo sviluppato dalla Epyx e pubblicato dalla Epyx e dalla U.S. Gold, basato sulle discipline dei giochi olimpici estivi e sequel del videogioco Summer Games dell'anno precedente. Pubblicato nel 1985 per Commodore 64, Summer Games II fu in seguito convertito per Apple II e IBM PC (PC booter), mentre versioni per ZX Spectrum e Amstrad CPC uscirono per la prima volta soltanto in abbinamento a Summer Games nella raccolta Gold, Silver, Bronze (U.S. Gold, 1988) e versioni per Atari ST, DOS e Amiga uscirono soltanto all'interno della raccolta Mega Sports (U.S. Gold, 1992). La versione C64 emulata venne ripubblicata su Virtual Console il 27 giugno 2008 in Europa e il 16 marzo 2009 in America del Nord.
La versione Commodore 64 originaria venne di solito molto apprezzata dalla critica sotto tutti gli aspetti. Tra l'altro, come Summer Games e a differenza di molti giochi del suo genere all'epoca, Summer Games II non richiede quasi mai la forza bruta nell'agitare il joystick, ma si basa su sistemi di controllo più ragionati.

## Modalità di gioco
Come nel primo Summer Games, la presentazione mostra il tedoforo che accende il braciere olimpico accompagnato dal volo di colombe, con un tema musicale tratto dal Bugler's Dream di Leo Arnaud, brano che negli USA era usato nei programmi televisivi sui giochi olimpici.
Sempre allo stesso modo di Summer Games, il gioco permette di competere in tutte le discipline in sequenza, sceglierne solo alcune o soltanto una, o allenarsi soltanto in una. In caso di competizione si passa alla definizione dei giocatori, che possono essere fino a 8, con scelta della rispettiva nazionalità e ascolto dell'inno nazionale. Alcune discipline possono essere giocate anche da due avversari umani contemporaneamente, le altre si affrontano sempre uno alla volta.
Le 8 discipline sportive presenti nel videogioco sono:
- Salto triplo - il giocatore deve comandare con il giusto tempismo i tre salti e il colpo di reni finale.
- Salto in alto - per superare aste di altezza crescente, durante la rincorsa il giocatore può aumentare la velocità e regolare l'angolazione di avvicinamento, infine spiccare il salto e inarcare la schiena.
- Canottaggio - con lo schermo diviso a metà, si gareggia sempre insieme a un altro concorrente, controllato da un altro giocatore o dal computer. Si rema muovendo i controlli in direzioni alternate con il giusto ritmo.
- Lancio del giavellotto - si acquista velocità premendo ripetutamente e rapidamente il pulsante, infine si regola l'angolo di tiro in base alla durata di spinta dei comandi.
- Equitazione - un percorso lineare a ostacoli, con velocità regolabile e tempismo richiesto per le azioni di salto.
- Scherma - i concorrenti si affrontano in un girone e possono esserci anche scontri diretti tra due giocatori umani. Gli schermidori possono spostare il fioretto in quattro direzioni per i movimenti difensivi, e abbinando il pulsante spostarsi avanti e indietro e fare due tipi di affondo.
- Kayak - si discende un torrente con ostacoli naturali e si deve passare correttamente nelle porte per evitare penalità. Alcune porte particolari vanno attraversate controcorrente, altre all'indietro. Il giocatore controlla rotazione del kayak e spinta avanti/indietro.
- Ciclismo - con lo schermo diviso a metà, si gareggia sempre insieme a un altro concorrente, controllato da un altro giocatore o dal computer, su un percorso lineare. I controlli vanno ripetutamente ruotati coordinandoli con la posizione dei pedali, anche con l'aiuto di una piccola freccia di riferimento.

La visuale degli atleti è sempre di lato, con l'effetto della prospettiva, tranne nei casi di canottaggio e kayak, dove la visuale è più dall'alto. Tutte le discipline sono mostrate inoltre con scorrimento orizzontale verso destra, tranne la scherma che ha visuale fissa e il kayak che è a scorrimento verso l'alto.
Solo nelle versioni su disco c'è la possibilità, se si possiede anche il primo Summer Games, di affrontare la gara completa anche con le sue discipline, facendo interagire i due programmi, per un totale di 16 discipline.
Gli eventuali record stabiliti nelle competizioni vengono salvati su disco. Si può visualizzare anche una cerimonia finale, durante la quale si fa notte, il braciere olimpico si spegne, e avvengono spettacoli di fuochi d'artificio e (non in tutte le versioni) passaggi di un dirigibile e di un uomo in jet pack.